# 76 mm/62 Compact (SR)
76 mm/62 Compact — 76,2-миллиметровая корабельная универсальная установка, разработанная и производимая в Италии компанией OTO Melara. Принята на вооружение флотов многих стран, самая распространённая морская универсальная артиллерийская установка конца XX века.  Её следующий версией стала артустановка  76 mm/62 Super Rapid.
В 1975 году 76 mm/62 Compact была принята на вооружение ВМС США. Производится в США по лицензии как Mk 75 компаниями FMC (Naval Systems Division, NSD) и General Electric Co. (Ordnance Systems Division) с 1978 года.

## Установки на кораблях
- Фрегаты типа «Оливер Хазард Перри»
- Ракетные катера типа «Пегас»
- Корабли береговой охраны типа «Гамильтон»
- Корабли береговой охраны типа «Феймес»
- Фрегаты типа «Бремен»
- Фрегаты типа «Бранденбург»
- Фрегаты типа «Саксония»
- Корветы типа «Брауншвейг»
- Корветы типа «Эспора»
- Корветы типа «Ада»
- Фрегаты типа «Альмиранте Падилья»
- Корветы типа «Бадр»
- Корветы типа «Мартадината»

## Фото
- Подача выстрелов в магазин (фрегат типа «Перри»)
- Погрузка 76-мм выстрелов на вращающийся барабан
- Барабан с 76-мм выстрелами (фрегат типа «Перри»)
- АУ Mk 75 на фрегате типа «Перри»
- АУ Mk 75 на фрегате типа «Перри»
- Обновлённая 76-мм пушка OTO Melara Super Rapid установлена в куполе-«невидимке»